# Blame It on the Boogie
Blame It on the Boogie è una canzone del gruppo musicale statunitense The Jacksons cantata da Michael Jackson e pubblicata il 19 marzo 1978 come primo singolo dell'album Destiny. Il brano fu scritto e composto dall'autore britannico Michael "Mick" Jackson e da lui anche inciso e cantato in quegli stessi anni.
La canzone, una tra le più conosciute del gruppo, fu successivamente inclusa anche in alcune raccolte sia dei Jacksons che di Michael Jackson come The Very Best of The Jacksons del 2004 e The Essential Michael Jackson del 2005.
Il lato B del singolo è la canzone Do What You Wanna, tratta dall'album Goin' Places. Molti artisti ne fecero una loro versione. Fra questi i Big Fun, Luis Miguel (Será que no me amas), i Clock e Susan Wong.

## Video musicale
Il videoclip, il secondo della band dopo quello realizzato per Enjoy Yourself, venne girato nel 1978 e vedeva i cinque fratelli distorti da effetti elettronici di tipo vintage ballare di fronte ad uno sfondo nero.
Nel 2010 il video fu incluso nella triplice raccolta in DVD Michael Jackson's Vision.

## Tracce

### Versione vinile 7"
1. Blame It on the Boogie – 3:36 (Mick Jackson, David Jackson, E. Krohn)
2. Do What You Wanna – 3:31 (The Jacksons)

### Versioni ufficiali
1. Blame It on the Boogie (Album/Single Version) – 3:36
2. Blame It on the Boogie (John Luongo Disco Mix) – 6:59

## Formazione
- Michael Jackson - voce principale, cori
- Jackie Jackson - cori
- Tito Jackson - chitarra e cori
- Randy Jackson - cori
- Marlon Jackson - cori

## Versioni
| Titolo                 | Artista                                 | Anno                    | Nota aggiuntiva                              |
| ---------------------- | --------------------------------------- | ----------------------- | -------------------------------------------- |
| Blame It on the Boogie | Mick Jackson                            | 3 de marzo de 1978      | Prima uscita                                 |
| Blame It on the Boogie | The Jacksons                            | 23 de agosto de 1978    |                                              |
| Blame It on the Boogie | Top of the Pops                         | octubre de 1978         |                                              |
| Blame It on the Boogie | Inger Lise Rypdal                       | 1978                    |                                              |
| Blame It on the Boogie | Rita Pavone                             | 1979                    |                                              |
| Blame It on the Boogie | Piet Noordijk                           | 1979                    | Strumentale                                  |
| Muž č. 1               | Marie Rottrová                          | 1981                    |                                              |
| Blame It on the Boogie | Brotherhood of Man                      | 1981                    |                                              |
| Blame It on the Boogie | Big Fun                                 | 1989                    |                                              |
| Será que no me amas    | Luis Miguel                             | 18 de mayo de 1990      | Adattato in spagnolo da Juan Carlos Calderón |
| Blame It on the Boogie | The Gary Tesca Orchestra                | 1994                    | Strumentale                                  |
| Blame It on the Boogie | Dynamo's Rhythm Aces                    | 1999                    |                                              |
| Blame It on the Boogie | The BB Band                             | 1999                    |                                              |
| Blame It on the Boogie | The Dartmouth Cords                     | 2002                    | A cappella                                   |
| Blame It on the Boogie | Jay-Kid                                 | 2003                    |                                              |
| Blame It on the Boogie | Captain Jack                            | 2003                    |                                              |
| Blame It on the Boogie | Big Mama                                | 2005                    |                                              |
| Blame It on the Boogie | Marcia Hines                            | 2006                    |                                              |
| Blame It on the Boogie | Las seventies                           | 2007                    |                                              |
| Blame It on the Boogie | Tina Charles                            | 2008                    |                                              |
| Blame It on the Boogie | Susan Wong                              | mayo de 2009            |                                              |
| Blame It on the Boogie | AVID All Stars                          | 2009                    |                                              |
| Blame It on the Boogie | Big Mama                                | 2009                    |                                              |
| Blame It on the Boogie | Ron Kingston                            | 22 de mayo de 2010      | Live                                         |
| Blame It on the Boogie | Joo Kraus & Tales in Tones Trío         | 20 de agosto de 2010    | Strumentale                                  |
| Blame It on the Boogie | Lullaby Players                         | 26 de octubre de 2010   | Strumentale                                  |
| Blame It on the Boogie | Fool Moon                               | 30 de diciembre de 2011 | A cappella                                   |
| Blame It on the Boogie | Sweet Little Band                       | 15 de octubre de 2012   | Strumentale                                  |
| Blame It on the Boogie | Marwie                                  | 6 de noviembre de 2012  |                                              |
| Blame It on the Boogie | Rockapella                              | marzo de 2013           |                                              |
| Blame It on the Boogie | Voice Male                              | 18 de octubre de 2013   | A cappella                                   |
| Deine Mutti            | Jon Flemming Olsen                      | 2014                    |                                              |
| Será que no me amas    | Tony Succar feat Michael Stuart         | 14 de abril de 2015     |                                              |
| Blame It on the Boogie | Mark Botkai with the Liam Dunachie Trio | 7 de mayo de 2015       |                                              |
| Blame It on the Boogie | The Schwings Band feat. Migloko         | 13 de abril de 2016     |                                              |
| Blame It on the Boogie | Eve St. Jones                           | 12 de julio de 2016     |                                              |
| Blame It on the Boogie | Out of the Blue (British band)          | 12 de agosto de 2016    | A cappella                                   |
| Blame It on the Boogie | Ida Landsberg                           | 2016                    |                                              |
| Blame It on the Boogie | The Cat and Owl                         | 19 de mayo de 2017      | Strumentale                                  |
| Blame It on the Boogie | Jon Mero                                | 6 de noviembre de 2017  | Versione per TV talent show                  |
| Can't Stop the Boogie  | M-pact                                  | 20 de noviembre de 2020 | A cappella Mash-up                           |